# Xaltepec, Tehuipango
Xaltepec är en ort i Mexiko.   Den ligger i kommunen Tehuipango och delstaten Veracruz, i den sydöstra delen av landet, 240 km öster om huvudstaden Mexico City. Xaltepec ligger 2 421 meter över havet och antalet invånare är 527.
Terrängen runt Xaltepec är huvudsakligen kuperad, men österut är den bergig. Runt Xaltepec är det ganska tätbefolkat, med 144 invånare per kvadratkilometer. Närmaste större samhälle är Zongolica, 17,0 km norr om Xaltepec. I omgivningarna runt Xaltepec växer i huvudsak städsegrön lövskog.